# Улица кнегиње Љубице (Београд)
| Улица · КНЕГИЊЕ ЉУБИЦЕ | Улица · КНЕГИЊЕ ЉУБИЦЕ             |
| ---------------------- | ---------------------------------- |
|                        |                                    |
| Општина                | Стари град                         |
| Почетак                | Улица Васе Чарапића                |
| Крај                   | Дунавска улица                     |
| Дужина                 | 996 m                              |
| Ширина                 | 15 m                               |
| Створена               | 1872.                              |
| Названа                | 2004                               |
| Стари називи           | Змај Јовина улица и Љубичина улица |
|                        |                                    |
|                        |                                    |
|                        |                                    |

Улица кнегиње Љубице простире се на територији Градске општине Стари град, од улице Васе Чарапића до Дунавске улице. 

## Име улице
Ово име Улица кнегиње Љубице добила је 2004. године на основу Решења о промени назива улица на територији градских општина Стари Град и Врачар (Службени лист града Београда, број 4) , којим је одређено да се делу Змај Јовине улице, од Васе Чарапића до Дунавске улице додели назив у част Љубице Обреновић.
Љубица Обреновић (кнегиња Љубица) била је жена кнеза Милоша Обреновића и мајка кнеза Михаила. Остала је упамћена по активном учешћу у политичком животу Србије. Њена резиденција била је у Конаку кнегиње Љубице, у који је касније смештен Београдски Лицеј. 
Када је 1842. године дошло до промене власти у Србији, пред побуњеним народом кнегиња се са сином повукла у Земун, да би 1943. године умрла у прогонству у Новом Саду. Сахрањена је у манастиру Крушедол на Фрушкој гори.

## Историја
Од 1972. године, од када постоји, ова улица је у више наврата мењала име. Прво које је носила, када се пружала од Обилићевог венца до Господар Јевремове улице, било је Љубичина улица. Потом је у периоду од 1896. до 1935. године улица продужена до Дунавске и добила назив Кнегиње Љубице. Да би затим од 1947. носила име Болеслава Бјерута, па од 1950. Јована Јовановића Змаја. 
Змај Јовина улица простирала од Обилићевог венца до Дунавске улице, а онда је 2004. године ова траса подељена на два дела од којих је један сачувао стари назив Змај Јовина улица, а други део, који се спушта низ дорћолску падину до Дунавске улице, добио нови, односно вратио стари назив, Кнегиње Љубице.

## Суседне улице
- Капетан Мишина улица
- Добрачина улица

## Значајни објекти
ЈКП Инфостан технологије, Кнегиње Љубице 3
Завод за интелектуалну својину, Кнегиње Љубице 5
Кафе 4 дуње, Кнегиње Љубице 16
Кафе бар Блазнавац, Кнегиње Љубице 18
Градско саобраћајно предузеће Београд, Кнегиње Љубице 29